# Utilização de redes sociais em investigações
As Redes sociais estão sendo cada vez mais utilizados em investigações legais e criminais. As informações publicadas em sites como Instagram, Orkut e Facebook foram usadas pela polícia e funcionários da universidade para processar os usuários desses sites. Em algumas situações, o conteúdo postado no Myspace foi usado em tribunal para determinar uma sentença apropriada com base na atitude do réu.
Cuidadosamente planejadas e sempre em constante evolução, as redes sociais possuem como objetivos a aproximação de indivíduos e também de empresas ou instituições com o seu público, bem como a oportunidade de compartilhamento de ideias, fatos, e registros de participações das pessoas em qualquer evento e a qualquer hora.

## Áreas de investigação

### Cyberbullying
O Facebook e outras redes sociais são usadas para bullying e vandalismo fora da escola. De fato, quando os alunos cometem algum crime, eles tiram fotos ou filmam algumas cenas com o celular e os publicam no site; uma atividade foi subsequentemente iniciada na polícia inglesa de Thames Valley, durante a qual um jovem voluntário ajudou a polícia a verificar as páginas da rede social, uma vez que os suspeitos foram confirmados, a polícia enviou um aviso aos pais do cyberbully sobre as possíveis conseqüências de certos comportamentos.

### O abuso de álcool
O uso de redes sociais para investigar violações de conduta e regulamentos organizacionais tornou-se muito comum para estruturas acadêmicas. Os alunos suspeitos de violações podem ser descobertos a partir de fotos, bate-papos ou datas de festas publicadas nas páginas com o mesmo nome.

## Facebook
O Facebook um serviço de rede social, está sendo cada vez mais usado pelas administrações escolares e pelas agências policiais como fonte de evidências contra usuários de estudantes. O site, um popular destino on-line para estudantes universitários, permite aos usuários criar páginas de perfil com detalhes pessoais. Nos primeiros anos do site, essas páginas podiam ser visualizadas por outros usuários registrados da mesma escola, incluindo assistentes residentes, policiais do campus ou outros que se inscreveram no serviço.
No entanto, os porta-vozes do Facebook deixaram claro que o Facebook é um fórum público e presume-se que todas as informações publicadas no site estejam disponíveis para o público em geral, incluindo os administradores das escolas. Especialistas jurídicos concordam que fontes públicas de informação como o Facebook podem ser legalmente usadas em investigações criminais ou outras.

### Cyberbullying
O Facebook e outros sites de redes sociais estão sendo usados para levar o bullying para fora da escola. Os alunos estão sendo direcionados na internet e até em dispositivos móveis.
- De 28 de fevereiro de 2011 a maio de 2011, os policiais de Thames Valley estarão usando o Facebook para capturar ciber-agressores. Com a ajuda de um adolescente voluntário, a polícia passará pelas páginas do Facebook para investigar casos relatados de cyberbullying. Se houver algo inapropriado encontrado, uma mensagem do Facebook será enviada ao agressor, alertando-o sobre as consequências do assédio moral. Junto com a mensagem, os pais do aluno também receberão uma carta destacando o incidente e as possíveis consequências.[7]
- Em Bangalore, Índia, todos os alunos de determinadas escolas foram solicitados a excluir seus perfis do Facebook após o cyberbullying.[8]

### Violações da política de álcool
Tornou-se cada vez mais comum faculdades e universidades usarem o Facebook para investigar menores de idade e violações das políticas do campus seco. Os alunos que violarem essas políticas podem ser descobertos através de fotografias de comportamento ilícito, associação a grupos relacionados a bebida ou informações de festas publicadas no site do Facebook.
- Em novembro de 2005, quatro estudantes da Northern Kentucky University foram multados por postar fotos de uma festa de bebedouros no Facebook. As fotos, tiradas em um dos dormitórios da NKU, provaram que os estudantes violavam a política de seca da universidade.[9]
- Em novembro de 2005, funcionários da Universidade Emory citaram membros do grupo do Facebook "Dobbs 2nd Alcoholics", referindo-se ao segundo andar de uma residência no campus, por violações de código de conduta. Um grupo de beber semelhante, "Wooddruff = Wasted", também foi investigado. Os membros do clube do grupo discutiram apenas "se divertindo em Wooddruff" e disseram que nenhuma foto dos alunos foi publicada no Facebook.[10]